# Strém
Strém (németül: Strem) mezőváros Ausztriában, Burgenland tartományban, a Németújvári járásban.

## Fekvése
Németújvártól 8 km-re délkeletre, a Strém patak bal partján fekszik.
A kataszteri közösségek Némethásos, Lipóc, Strem és Szombatfa.

## Története
Területe már az ősi időkben is lakott volt. A belterülettől nyugatra, a strémi pincékhez menő úttól mintegy 100 méterre a vasúti töltés és a szabályozott Strém-patak közötti réten egy 50-60 méter széles 2 méter magasságban megemelt ovális magaslat található. Ezt mintegy 5-10 méter széles árok övezi. Ezt a nép által „Schlossriegel”nek nevezett platót egy ősi vizivár maradványának tartják, melyet semmilyen írásos adat nem támaszt alá. Strém területe a középkorban vaslelőhely volt.
A települést 1443-ban "Strem" alakban említik először. 1447-ben "Strem", 1482-ben "Streen", 1496-ban "Sthren", 1500-ban "Strem", 1556-ban "Stren", 1610-ben "Strem" alakban említik a korabeli forrásokban. A 15. században a Héderváry család birtoka volt. Neve a Strém-pataknak, a Pinka jobb oldali mellékvizének nevéből származik. A szláv "strmen" (zúgó, meredekség) főnév a patak nevében egy ószláv "streum" alakra megy vissza . A patak régi magyar neve "Ezturmen" volt, mely néven már 1230-ban említik. 1532-ben a török, 1605-ben Bocskai, 1622-ben Bethlen hadai égették fel. 1704-ben és 1706-ban kurucok támadták. 1720-ban 63 portát számláltak itt. 1787-ben 149 házában 895 lakos élt. 1828-ban 174 háza volt 1090 lakossal. Templomát 1852-ben építették, plébániáját 1877-ben alapították.
Vályi András szerint " STREM. Horvát falu Vas Várm. földes Ura Gr. Batthyáni Uraság, lakosai katolikusok, fekszik Sz. Kúthoz nem meszsze, és annak filiája; határja meglehetős, borai középszerűek. "
Fényes Elek szerint " Strem, horvát-német falu, Vas vgyében, 518 kath. lak. Jó bortermesztés. F. u. gr. Batthyáni család. Ut. p. Szombathely."
Vas vármegye monográfiája szerint " Strém, 137 házzal és 762 németajkú, r. kath. vallású lakossal. Postája helyben van, távírója Német-Ujvár. A község, mely a körjegyzőség székhelye, a Strém patak mellett, a tervezett körmend-németujvári vasútvonal mentén fekszik. Birtokosa gróf Batthány Kristóf."
1910-ben 1383 lakosa volt, 1186 német, 121 horvát, 76 magyar.
A trianoni békeszerződésig Vas vármegye Németújvári járásához tartozott.  A békeszerződések Ausztriának ítélték és Burgenland tartomány része lett.
2001-ben 949 lakosából 922 német, 18 magyar, 9 horvát volt.

## Nevezetességei
- Páduai Szent Antal tiszteletére szentelt római katolikus temploma 1852-ben épült.

## Külső hivatkozások
- Hivatalos oldal
- Strém a dél-burgenlandi települések honlapján
- Várszentmiklós honlapja
- A burgenlandi települések történeti lexikona
- Magyar katolikus lexikon